# Walenty Godzimirski
Walenty Godzimirski (Gozimirski) herbu Bończa (zm. po 1796) – kasztelan elbląski od 1787 roku, stolnik wschowski od 1782 roku, wojski mniejszy wschowski, wojski większy wschowski, skarbnik wschowski od 1769 roku, szambelan Stanisława Augusta Poniatowskiego od 1776 roku, prezes komisji porządkowej gnieźnieńskiej.

## Życiorys
W 1772 roku był chorążym chorągwi pancernej. Członek konfederacji Adama Ponińskiego w 1773 roku. Na Sejmie Rozbiorowym 1773-1775 jako poseł kcyński wszedł w skład delegacji wyłonionej pod naciskiem dyplomatów trzech państw rozbiorczych, mającej przeprowadzić rozbiór. 18 września 1773 roku podpisał traktaty cesji przez Rzeczpospolitą Obojga Narodów ziem zagarniętych przez Rosję, Prusy i Austrię w I rozbiorze Polski. Poseł z województwa poznańskiego na sejm 1782 roku. Był członkiem konfederacji Sejmu Czteroletniego.  Złożył akces do konfederacji województwa gnieźnieńskiego konfederacji targowickiej. Był uczestnikiem insurekcji kościuszkowskiej. 
Był dziedzicem Modliszewa. Został pochowany w kaplicy Kołudzkich w bazylice prymasowskiej Wniebowzięcia Najświętszej Maryi Panny w Gnieźnie.

## Ordery i odznaczenia
- Order Świętego Stanisława (1777)
- Order Orła Białego (1789)